# Habicht (Schiff, 1898)
Die Habicht war ein Hafenbetriebsboot der Tsingtauer Werft in der deutschen Kolonie Kiautschou.

## Geschichte
Die Habicht wurde 1898 in Goran bei Glasgow in Schottland gebaut und bekam den Namen Hawk (Habicht). Am 14. Januar 1907 übernahm die deutsche Regierungswerft in Tsingtau das Boot und benannte es in Habicht um. Die Werft benutzte das Boot für die anfallenden Transportaufgaben im Bereich von Tsingtau.
Während der Belagerung von Tsingtau durch die Japaner im Ersten Weltkrieg wurde die Habicht am 31. Oktober 1914 in der Hafeneinfahrt von Tsingtau selbstversenkt.